# Philipp av Eulenburg
Philipp av Eulenburg och Hertefeld (tyska: Philipp Friedrich Karl Alexander Botho Fürst zu Eulenburg und Hertefeld Graf von Sandels), född den 12 februari 1847 i Königsberg (nuvarande Kaliningrad), död den 17 september 1921 på slottet Liebenberg i provinsen Brandenburg, var en tysk furste, diplomat och brorson till greve Friedrich Albert av Eulenburg. Han var känd som en nära vän och förtrogen till kejsar Vilhelm II av Tyskland.

## Biografi
Philipp av Eulenburg deltog i 1866 och 1870–1871 års krig, inträdde 1877 på den diplomatiska banan, blev 1879 ambassadsekreterare i Paris och 1881 i München och var 1888–1894 preussiskt sändebud vid flera tyska hov samt 1894–1902 tysk ambassadör i Wien. Sistnämnda år drog han sig av hälsoskäl tillbaka ur aktiv tjänst. Eulenburg var under många år en av
kejsar Vilhelm II:s förtroligaste umgängesvänner och regelbunden följeslagare på kejsarens Nordlandsfärder. 1900 blev han ärftlig medlem av preussiska herrehuset och upphöjdes från grevlig till furstlig värdighet med titeln "Fürst zu Eulenburg und Hertefeld, Graf von Sandels".
Eulenburg hade under sin gunstlingstid ej sällan bakom kulisserna ett rätt betydligt inflytande i starkt konservativ riktning på kejsarens personliga politik och anses till exempel ha haft en väsentlig andel i rikskanslern Leo von Caprivis störtande, liksom han beskylldes för att i spetsen för en illa beryktad "kamarilla" ha hösten 1906 försökt störta rikskanslern Bernhard von Bülow och åstadkomma en kursförändring i reaktionär riktning. Våren 1907 inträffade en brytning mellan Eulenburg och kejsaren då han tvingades träda ur tjänsten, samtidigt med att flera av hans vänner tvingades lämna hovet.
Hans onåd 1907 vållades att det blev kejsaren bekant att Eulenburg tillhörde en krets personer vilka offentligen utpekats som homosexuella. Dessa händelser framställdes först av skriftställaren Maximilian Harden i tidskriften Die Zukunft, och Eulenburg uppträdde som vittne i en mot denne av greve Kuno von Moltke inledd ärekränkningsprocess, "Moltke-Hardenprocessen", därvid för egen del förnekande Hardens påståenden. Under rättegångens förlopp uppvisades som ytterst sannolikt att Eulenburg därvid begått mened, varjämte han befanns ha sökt skriftligen locka ett annat vittne till liknande brott. Han blev därför häktad, och mot honom började 29 juni 1908 en rättegång för mened och andras förledande till detta brott, Eulenburgprocessen. Den avbröts emellertid efter ett par veckors förhandlingar 18 juli eftersom Eulenburg hade läkarintyg om att fortsatta förhör skulle på grund av hjärtsvaghet medföra fara för hans liv. Undersökningsdomaren och allmänna åklagaren förklarade sig fullt övertygade om hans skuld, och vid målets återupptagande 1909 upplyste allmänna åklagaren att nya försök att förleda vittnen till mened förekommit. Eulenburg hade under tiden mot borgen satts på fri fot, målet uppsköts, och alla senare försök att återuppta processen strandade på läkarintyg om att Eulenburg var oförmögen att inställa sig inför rätta.
Eulenburg gifte sig 1875 med grevinnan Augusta Sandels, dotter till svenske generallöjtnanten greve Samuel August Sandels och Hedvig Tersmeden på Hinsebergs herrgård. Makarna hade åtta barn.

## Utmärkelser
- Kommendör med stora korset av Vasaorden,  1895[6]
- Järnkorset
- Svarta örns orden

[Redigera Wikidata]